# Милан Лазић
Милан Лазић (Нови Сад, 1974) је балетски играч и првак Балета Српског народног позоришта. Као играч-глумац, он са великим успехом тумачи све стилове балетске игре. Техником, наступом и посвећеношћу константно осваја највише оцене како критике, тако и публике, те је прозван и Чаробњаком сцене.

## Биографија

###### Рани период
Милан Лазић је од првих дана растао уз позориште и балет. Наиме, његов деда Ранко је био шминкер, власуљар и маскер, а предавао је и сценско шминкање у балетској школи. Миланова мајка је певала у Хору Опере Српског народног позоришта. Посећујући са мајком пробе не само хора, већ и балета и драме, као мали је ушао у  свет који је по његовим речима чудан, занимљив, магичан, бајковит, фасцинантан... Од самог почетка је највише био привучен балетом, па га је мајка уписала Балетску школу.

###### Школовање
1984. године у својој десетој години уписује Основну балетску школу  у Новом Саду (траје 4 године) и ради са педагогом Мирјаном Прерадов, да би у Средњој балетској школи (траје 4 године) био у класи Ксеније Дињашки. Током седмог и осмог разреда био је стипендиста Белета СНП-а, и учествовао је на републичким такмичењима на којима је освајао прве награде.  Поред балетског образовања, упоредо је завршио редовну основну школу и гимназију.
1993. године дипломирао је улогом Pas de deux  из Жизеле, Адолфа Шарл Адама. Ову улогу уз додатну припрему наставља да игра и даље при сталном репертоару СНП-а.
Први професионални ангажман добио је у Балету Печујског националног театра (Мађарска) 1993, а у Балету СНП-а је од 1. јуна 1995. где ради и данас.

## Народно позориште у Печују (Мађарска)
У овом позоришту, Милан Лазић је играо у следећим представама и на другим приређеним догађајима:
- Балетско вече - Јоханес Брамс, Антоњин Дворжак, Јохан Себастијан Бах; кореографи: Иштван Херцог, Каталин Деваи, 1993;
- Копелија - Лео Делиб; кореограф: Иштван Херцог, 1993;
- Ромео и Јулија - Сергеј Прокофјев; кореограф: Иштван Херцог, обнова, 1994;
- Макс и Мориц - Глид и Маркус; кореограф: Ференц Барбаи, 1993. и
- Свет заробљен у сећању; кореографи: Иштван Херцог, Каталин Деваи, 1995.

## Српско народно позориште
У ангажману СНП-а и соло, остварио је следеће улоге:
| Улога                           | Представа                                                                                 | кореографија                                                                                                |
| ------------------------------- | ----------------------------------------------------------------------------------------- | --- |
| Кларин брат, Пастири / соло пар | Шчелкунчик Петра. И. Чајковског                                                           | Виктор Литвинов (Украјина)                                                                                  |
| Па-де-де (фр. )                 | Жизела Адолф Шарл Адама                                                                   | Милица Јовановић (по Леониду Лавровском)                                                                    |
| Тошица, Штанцика                | Избирачица Зорана Мулића                                                                  | Лидија Пилипенко                                                                                            |
| Мориц                           | Макс и Мориц Ђоакино Росинија                                                             | Петер Маркус                                                                                                |
| Ник                             | Грк Зорба Микиса Теодоракиса                                                              | Крунислав Симић                                                                                             |
| Анђео                           | Кармина бурана Карла Орфа                                                                 | Иштван Херцог                                                                                               |
| Син                             | Алтум силенцијум Стевана Дивјаковића                                                      | Иштван Херцог                                                                                               |
| Свештеник Лоренцо               | Ромео и Јулија Сергеја Прокофјева                                                         | Иштван Херцог                                                                                               |
| Квазимодо                       | Есмералда Чезаре Пуњија                                                                   | Јоан Туђару                                                                                                 |
| Господин Дивал                  | Дама с камелијама Ђузепе Вердија / И. Поповић                                             | Крунислав Симић                                                                                             |
| Ђаво                            | Дон Хуан Бориса Ковач                                                                     | Ендру Питер Гринвуд                                                                                         |
| Он                              | Госпођица и хулиган Дмитрија Шостаковича                                                  | Виктор Литвинов                                                                                             |
| Соло                            | Тело Ариела Рамиреза                                                                      | Ендру Питер Гринвуд                                                                                         |
| Соло                            | Божанствена комедија                                                                      | Сташа Зуровац                                                                                               |
| Мазурка оп. 33                  | Шопенијана Фредрика Шопена                                                                | Растислав Варга, Леонора Милер-Христидис, Јулијана Дутина, Габриела Теглаши-Велимировић (по Михаилу Фокину) |
|                                 | Серенада Петра И. Чајковског                                                              | Владимир Логунов                                                                                            |
|                                 | Краљева јесен Југослава Бошњака                                                           | Крунислав Симић                                                                                             |
| Цар                             | Коњић Грбоњић Родиона К. Шчедрина                                                         | Виктор Литвинов                                                                                             |
| Први кадет, Добошар             | Бал кадета Јохана Штрауса                                                                 | Габриела Теглаши Велимировић (по Дејвиду Лишину)                                                            |
| Наратор                         | Поема о љубави Папатанасија Вангелиса, Стевана Дивјаковића                                | Владимир Логунов                                                                                            |
| Професор Вебер                  | Милева Ајнштајн Марјана Нећака                                                            | Сташа Зуровац                                                                                               |
| Еме                             | Дан када смо се срели / The Day We Met Each Other Божидара Кнежевића                      | режија и сценографија Предраг Штрбац                                                                        |
| Ђепето                          | Пинокио Нодарa Викторовичa Чанбe                                                          | Драган Јеринкић                                                                                             |
| Цигански кмет                   | Коштана Петра Коњовића                                                                    | Владимир Логунов                                                                                            |
| Туриду                          | Сицилијанска прича Валентина Буки                                                         | Ендру Питер Гринвуд                                                                                         |
| Наратор                         | Ренесанса, путовање кроз плес (плесна компанија Кипра, Никозија - Ларнака - Нови Сад)     | |
|                                 | Форум за нови плес - Коју игру играш? Четири балетске минијатуре, Б. Бибич; Гај Клуцевсек | Оливера Ковачевић Црњански                                                                                  |
| Братфиш                         | Мајерлинг Франца Листа                                                                    | Крунислав Симић                                                                                             |
| Дроселмајер                     | Шчелкунчик Петра И. Чајковског                                                            | Елдар Алијев (САД)                                                                                          |

## Кореографије и сценски покрет

###### Овај балетски играч се повремено бави и кореографијом, те се у улози кореографа остверио на следећим пројектима:
- Контакт два и по, Кореографске инспирације, Кореографија без наслова, заједно са Оливером Ковачевић Црњански, Трећи фестивал кореографских минијатура, Београд, 1999.

- М. Мозетић Жудња (Цанкарјев дом, Љубљана, Словенија, 2011.

###### Кореографијом и сценским покретом се бавио у свој матичној кући и уПозоришту младих:
- Раванград Ђорђа Лебовића (заједно са Оливером Ковачевић Црњански и Ђорђем Лебовићем), режија Дејан Мијач (премијера 17. децембра 2002)

- Војцек Георга Бихнера, режија Боро Драшковић (премијера 12. маја 2003)

- Комадић Емилије Мачковић у Позоришту младих заједно са Оливером Ковачевић Црњански (премијера 22. марта 2001)

###### У улози репетитора био је у балетима СНП-а:
Дама с камелијама Ђ. Вердија; Жизела А. Адама; Крцко Орашчић П. И. Чајковског; Ромео и Јулија С. Прокофјев; Грк Зорба М. Теодоракиса; Катарина Измаилова Рудолфа Бручија; Дон Кихот Лудвиг Минкуса; Дама с камелијама (обнова, 2018) Ђузепе Вердија и Враголанка Луј Јозеф Фердинанд Херолда.

###### Балет-мајстор
У балету: Лабудово језеро П. И. Чајковског.

## Награде и признања
- 1991. и 1993. прва награда на Републичком такмичењу балетских школа у Земуну

- 1999. Специјално признање за кореографију Без наслова на Трећем фестивалу кореографских минијатура у Београду

- Годишња награда Српског народног позоришта:

1. 2000. године за улогу Ника у балету Грк Зорба Микиса Теодоракиса
2. 2003. године за улогу Морица у балету Макс и Мориц  Ђоакина Росинија
3. 2005. године за улогу Квазимода у балету Есмералда Чезара Пуњија

- 2010. године  Златна медаља „Јован Ђорђевић”, највише признање Српског народног позоришта.[3]

## Извори и литература
1. 1 2 3  Umetnost igre Milana Lazića. Teglaši-Velimirović, Gabriela., Maksimović, Zoran. Novi Sad: Udruženje baletskih umetnika Vojvodine. 2013. ISBN 9788685123849. OCLC 888078391.
2. ↑  Савић, Свенка (2004). 55 година Балетске школе у Новом Саду. Нови Сад: Футура публикације. стр. 245.
3. ↑  „МИЛАН ЛАЗИЋ | Српско народно позориште”. www.snp.org.rs. Приступљено 2019-07-14.